# Sean Bonney
Pour les articles homonymes, voir Bonney.
Sean Noel Bonney (21 mai 1969 - 13 novembre 2019) est un poète britannique né à Brighton, ayant passé son enfance dans le nord de l'Angleterre. Il a vécu à Londres puis, de 2015 jusqu'à sa mort, à Berlin. Il était marié à la poétesse Frances Kruk.  
Ses publications comprennent Blade Pitch Control Unit (2005), Baudelaire in English (2008), Document (2009), The Commons (2011), Happiness: Poems After Rimbaud (2011), Letters Against the Firmament (2015) et Our Death (2019). 

## Biographie
Avec d'autres poètes basés au Royaume-Uni, l'œuvre de Bonney prolonge le mouvement du British Poetry Revival, associant son intérêt pour les mouvements de gauche radicale tels que le punk britannique, la Angry Brigade, la Fraction Armée Rouge, le mouvement américain du Black power, le surréalisme et l'art révolutionnaire en général. 
Alors qu'il habite à divers endroits de Hackney, Hastings et Walthamstow, il participe régulièrement au Writers Forum, l'atelier dirigé par Bob Cobbing, cofondateur de la série de lecture Xing the Line avec Jeff Hilson, et coéditeur de la maison d'édition Yt Communication avec Frances Kruk. Une séquence de 14 poèmes en ligne, The Commons, sous-titrée à l'origine A Narrative / Diagram of the Class Struggle combine des soulèvements contemporains avec les voix de la Commune de Paris, de la Révolution russe, de la guerre civile anglaise[Laquelle ?] au « craquements mélodiques des chansons folkloriques anciennes ».
Après la fin de son doctorat, de 2015 à 2019, Bonney devient chercheur postdoctoral au John F. Kennedy Institute for North American Studies (en) à l'Université libre de Berlin, conduisant un projet examinant le travail de Diane di Prima.

## Publications
- London Review Bookshop Samplers, No. 2, Face Press, 2019.
- Our Death, Commune Editions, 2019.
- Ghosts, Materials, 2017.
- Cancer: Poems After Katerina Gogou, A Firm Nigh Holistic Press, 2016.
- All This Burning Earth: Selected Writing, Ill Will Editions (en ligne), 2016.
- Letters Against the Firmament, Enitharmon Press, 2015
- Letters: on Harmony, Iodine Press, 2013
- Four Letters, Four Comments, Punch Press, 2012
- Happiness (Poems After Rimbaud), Unkant Publishing, 2011
- The Commons, Openned, 2011
- For the Administration, Crater Press, 2010
- 5 After Rimbaud, Grasp Press, 2010
- Document: Poems, Diagrams, Manifestos: July 7th 2005 - June 27th 2007, Barque Press, 2008
- Baudelaire in English, Veer Books, 2007
- Black Water, Yt Communication, octobre 2006
- Document: hexprogress, Yt Communication, mai 2006
- Blade Pitch Control Unit, Salt Publishing, 2005
- Poisons, Their Antidotes, West House Books, 2003
- Notes on Heresy, Writers Forum, 2002
- The domestic poem, Canary Woof, 2001
- From the book of living or dying, Writers Forum, 1999.
- Astrophil and Stella, Writers Forum, 1999.
- now that all the popstars are dead, damnation publications, 1996
- Marijuana in the breadbin, Doktor Hypno publications, 1992